# Gran Premio motociclistico di Germania 1956
Il Gran Premio motociclistico di Germania fu il quarto appuntamento del motomondiale 1956.
Si svolse il 22 luglio 1956 sul circuito di Solitude nelle vicinanze di Stoccarda, spostandosi così dal classico Nürburgring; la stampa del tempo riportò che fu vista da circa 250.000 spettatori. Erano in programma tutte le classi.
Le vittorie andarono a Reg Armstrong su Gilera in 500, a Bill Lomas su Moto Guzzi in 350, a Carlo Ubbiali su MV Agusta in 250 e a Romolo Ferri su Gilera in 125.
Nei sidecar, vittoria di Wilhelm Noll e Fritz Cron su BMW.
Con i risultati maturati, per quanto mancassero ancora due gare al termine della stagione, Carlo Ubbiali ebbe la conferma matematica del titolo piloti sia della 125 che della 250. John Surtees incappò in una grave caduta durante la gara delle 350 e dovette rinunciare alle gare per tutto il resto della stagione; nessuno riuscirà però a raggiungerlo in classifica e le tre vittorie ottenute fino ad allora gli faranno ottenere il titolo della classe 500.

## Classe 500
Furono 33 i piloti presenti al via (Ken Kavanagh e John Surtees, infortunatisi nella gara della classe 350 non poterono prendervi parte, e di questi 18 vennero classificati al termine della gara.
Fu questa anche l'ultima presenza nelle classifiche iridate per Eddie Grant che perirà pochi giorni dopo.

### Arrivati al traguardo
| Pos. | Pilota              | Moto      | Tempo      | Punti |
| ---- | ------------------- | --------- | ---------- | ----- |
| 1    | Reg Armstrong       | Gilera    | 1h 23:16.4 | 8     |
| 2    | Umberto Masetti     | MV Agusta | + 14.0     | 6     |
| 3    | Dickie Dale         | Gilera    | + 31.8     | 4     |
| 4    | Gerold Klinger      | BMW       | + 1:57.6   | 3     |
| 5    | Eddie Grant         | Gilera    | + 2:04.4   | 2     |
| 6    | Keith Bryen         | Norton    | + 2:06.2   | 1     |
| 7    | Alois Huber         | BMW       | + 3:11.9   |       |
| 8    | Ernst Hiller        | BMW       | + 3:13.2   |       |
| 9    | Jackie Joseph Wood  | Norton    | + 1 giro   |       |
| 10   | Jacques Collot      | Norton    | + 1 giro   |       |
| 11   | Ernst Riedelbauch   | BMW       | + 1 giro   |       |
| 12   | Hans-Günther Jäger  | Norton    | + 1 giro   |       |
| 13   | Peter Knees         | BMW       | + 1 giro   |       |
| 14   | Hans-Joachim Scheel | Norton    | + 1 giro   |       |
| 15   | Ulf Gate            | Norton    | + 1 giro   |       |
| 16   | Berthold Sieler     | Norton    | + 2 giri   |       |
| 17   | Frederick Cook      | Matchless | + 2 giri   |       |
| 18   | Karl-Heinz Scheifel | Norton    | + 2 giri   |       |

### Ritirati
| Pilota             | Moto       | Motivo ritiro |
| ------------------ | ---------- | ------------- |
| Bob Coleman        | Norton     |               |
| Karl-Heinz Ewig    | Norton     |               |
| Richard Thompson   | Matchless  |               |
| Bruno Böhrer       | Horex      |               |
| Geoff Duke         | Gilera     |               |
| Bill Lomas         | Moto Guzzi |               |
| John Storr         | Norton     |               |
| Keith Campbell     | Norton     |               |
| Barry Hodgkinson   | Norton     |               |
| Walter Zeller      | BMW        |               |
| Sven Andersson     | Norton     |               |
| Paul Fahey         | Matchless  |               |
| Eric Hinton        | Norton     |               |
| Robert Matthews    | Norton     |               |
| Günther Borgesdiek | Norton     |               |

## Classe 350
Fu questa la prima gara svoltasi nella giornata; curiosamente le prime due posizioni furono occupate dagli stessi piloti che già le avevano occupate l'anno precedente.

### Arrivati al traguardo (posizioni a punti)
| Pos. | Pilota         | Moto       | Tempo     | Punti |
| ---- | -------------- | ---------- | --------- | ----- |
| 1    | Bill Lomas     | Moto Guzzi | 1h 0:52.5 | 8     |
| 2    | August Hobl    | DKW        |           | 6     |
| 3    | Dickie Dale    | Moto Guzzi |           | 4     |
| 4    | Cecil Sandford | DKW        |           | 3     |
| 5    | Hans Bartl     | DKW        |           | 2     |
| 6    | Bob Matthews   | Norton     |           | 1     |

## Classe 250
Per Carlo Ubbiali fu la quarta vittoria consecutiva in stagione nelle quarto di litro.

### Arrivati al traguardo (posizioni a punti)
| Pos. | Pilota            | Moto      | Tempo      | Punti |
| ---- | ----------------- | --------- | ---------- | ----- |
| 1    | Carlo Ubbiali     | MV Agusta | 1h 02:58.5 | 8     |
| 2    | Luigi Taveri      | MV Agusta |            | 6     |
| 3    | Remo Venturi      | MV Agusta |            | 4     |
| 4    | Hans Baltisberger | NSU       |            | 3     |
| 5    | Bob Brown         | NSU       |            | 2     |
| 6    | Roland Heck       | NSU       |            | 1     |

## Classe 125
La corsa delle 125 si era svolta sabato 21 luglio a differenza di tutte le altre.
Per Romolo Ferri fu la prima vittoria nel motomondiale, stessa cosa per la Gilera in questa specifica classe.
Contemporaneamente Ernst Degner portò per la prima volta nelle prime dieci posizioni la casa motociclistica tedesco orientale MZ.

### Arrivati al traguardo (posizioni a punti)
| Pos. | Pilota             | Moto       | Tempo | Punti |
| ---- | ------------------ | ---------- | ----- | ----- |
| 1    | Romolo Ferri       | Gilera     |       | 8     |
| 2    | Carlo Ubbiali      | MV Agusta  |       | 6     |
| 3    | Tarquinio Provini  | FB Mondial |       | 4     |
| 4    | Fortunato Libanori | MV Agusta  |       | 3     |
| 5    | August Hobl        | DKW        |       | 2     |
| 6    | Cecil Sandford     | FB Mondial |       | 1     |

## Classe sidecar

### Arrivati al traguardo
| Pos | Pilota           | Passeggero       | Moto   | Tempo   | Punti |
| --- | ---------------- | ---------------- | ------ | ------- | ----- |
| 1   | Wilhelm Noll     | Fritz Cron       | BMW    | 45:54.9 | 8     |
| 2   | Fritz Hillebrand | Manfred Grunwald | BMW    |         | 6     |
| 3   | Helmut Fath      | Emil Ohr         | BMW    |         | 4     |
| 4   | Walter Schneider | Hans Strauß      | BMW    |         | 3     |
| 5   | Cyril Smith      | Stanley Dibben   | Norton |         | 2     |
| 6   | Loni Neußner     | Dieter Hess      | BMW    |         | 1     |